# Società Calcistica Saronno 1942-1943
Questa pagina raccoglie le informazioni riguardanti la Società Calcistica Saronno nelle competizioni ufficiali della stagione 1942-1943.

## Stagione
Nella stagione 1942-1943 il Saronno ha disputato il girone D del campionato di Serie C. Con 18 punti in classifica si è piazzato in decima posizione.

## Rosa
| N. |                   | Ruolo | Calciatore              |
| -- | ----------------- | ----- | ----------------------- |
|    | Italia (bandiera) | A     | Massimo Arca            |
|    | Italia (bandiera) | A     | Giovanni Basilico       |
|    | Italia (bandiera) | A     | Francesco Cantoni       |
|    | Italia (bandiera) | C     | Luca Carugati           |
|    | Italia (bandiera) | P     | Francesco Collimedaglia |
|    | Italia (bandiera) | A     | Felice Colombo          |
|    | Italia (bandiera) | D     | Antonio Felisi          |
|    | Italia (bandiera) | C     | Giovanni Goffi          |

| N. |                   | Ruolo | Calciatore       |
| -- | ----------------- | ----- | ---------------- |
|    | Italia (bandiera) | A     | Attilio Legorini |
|    | Italia (bandiera) | C     | Luigi Monti      |
|    | Italia (bandiera) | A     | Nicolò Nicolosi  |
|    | Italia (bandiera) | D     | Aldo Re          |
|    | Italia (bandiera) | A     | Battista Sacchi  |
|    | Italia (bandiera) | C     | Cesare Scappa    |
|    | Italia (bandiera) | A     | Paolo Uccellini  |
|    | Italia (bandiera) | A     | Carlo Viganò     |